# HD39658
HD39658 — хімічно пекулярна зоря спектрального класу
A0 й має видиму зоряну величину в смузі V приблизно  8,8.

## Пекулярний хімічний вміст
Зоряна атмосфера HD39658 має підвищений вміст 
Cr
.